# 砂糖問屋
砂糖問屋（さとうどいや/さとうどんや）は、江戸時代に砂糖を取り扱った問屋のこと。

## 概要
砂糖は長い間、輸入に依存する高級品であったが、江戸時代に入ると薩摩藩が砂糖を産出するようになり、続いて徳川吉宗のよる国産化政策の結果、高松藩・丸亀藩・徳島藩などの諸藩においても砂糖生産が行われるようになった。江戸時代を通じて、輸入品と西国産がほとんどを占めていたために、砂糖の流通の中心は大坂となり、同地に砂糖問屋が形成されるようになった。大坂の砂糖問屋は中国・オランダからの輸入物である「唐紅毛糖」を扱う唐薬種問屋（砂糖は当初余りにも高級であったため、薬品としての扱いを受けていた）、薩摩藩産である「薩摩黒糖」を扱う薩摩問屋、その他の国内産である「各地和製砂糖」を扱う和糖問屋（余国問屋）に分かれていた。
最初に成立したのは享保9年（1724年）に問屋株が成立した唐薬種問屋と考えられている。続いて薩摩問屋が成立したが、天保2年（1831年）以後、薩摩藩は砂糖の専売制を強化して、問屋を通さずに蔵屋敷にて直接卸売に販売することにしたため、薩摩藩産の扱いを中止せざるを得なくなった（薩摩藩によるこの措置は廃藩置県後の明治5年（1872年）まで続いた）。
和糖問屋は享和年間に成立し、株仲間が成立したのは天保5年（1834年）のことである。だが、既に薩摩問屋はこの時点で存在せず、唐薬種問屋も国産品の増大と輸入品の不振で国産品を扱わざるを得なくなっていたことを理由に、和糖問屋の株仲間への参加が命じられたことから、実質上和糖問屋の株仲間が単一の砂糖問屋の株仲間となった。和糖問屋は西国産を扱うことから「西の砂糖問屋」と称されて、幕末期には西道頓堀堀江河岸を中心に90店余りが存在していた。
和糖問屋の株仲間は当時としては特殊な二重構造を有していた。すなわち、扱う砂糖の生産元の藩単位で「（藩名）方和糖引受問屋」を結成し、これとは別に砂糖問屋全体が加盟する「和糖引受問屋」にも属していた。前者は生産元の藩に管理された株仲間であり、後者は大坂町奉行に管理された株仲間であった。だが、明治以後になると、それまでの中国・オランダ以外の欧米諸国からの輸入も開始されて輸入品の値段が下がり、和糖と生産地及び和糖を扱っていた砂糖問屋は大打撃を受けて、多くが没落することになった。